# Rizal (Zamboanga del Norte)
Rizal ist eine philippinische Stadtgemeinde in der Provinz Zamboanga del Norte. Sie hat 14.021 Einwohner (Zensus 1. August 2015).

## Baranggays
Rizal ist politisch in 22 Baranggays unterteilt.
- Balubohan
- Birayan
- Damasing
- East Poblacion
- La Esperanza
- Mabuhay
- Mabunao
- Mitimos
- Nangca
- Nangcaan
- Napilan
- Nasipang
- New Dapitan
- Nilabo
- North Mapang
- Rizalina
- San Roque
- Sebaca
- Sipaon
- South Mapang
- Tolon
- West Poblacion